# كاميتوندا
كاميتوندا (باليابانية: 上富田町) هي بلدية في اليابان، وبلدة في اليابان، تقع في واكاياما، ومقاطعة نيشيمورو، بلغ عدد سكانها 15,088  نسمة وذلك حسب إحصائيات سنة 2017، تبلغ مساحتها 57.37 كيلومتر مربع.

## الموقع
تشترك في الحدود مع:
- تانابا، واكاياما
- شيراهاما واكاياما.

## أعلام
- هيروشي مياموتو
- فيومي ساكاموتو